# Wates Tani
Wates Tani is een bestuurslaag in het regentschap Pasuruan van de provincie Oost-Java, Indonesië. Wates Tani telt 3218 inwoners (volkstelling 2010).